# Гегамян, Арташес Мамиконович
Арташе́с Мамико́нович Гегамя́н (арм. Արտաշես Գեղամյան; 2 декабря 1949, Ереван — 20 сентября 2024) — армянский политический деятель.

## Рабочая деятельность
- 1966—1971 — Ереванский политехнический институт. Инженер-электротехник.
- 1988—1990 — слушатель Академии общественных наук при ЦК КПСС (Москва).
- 1974—1976 — первый секретарь комитета ЛКСМ Ереванского политехнического института.
- 1976—1978 — заведующий отделом студенческой молодёжи ЦК ЛКСМА.
- 1979—1986 — инструктор, заведующий сектором, инспектор, первый заместитель заведующего отделом партийно-организационных работ ЦК КПА, помощник первого секретаря ЦК КПА.
- 1987—1989 — первый секретарь Маштоцкого райкома КПА г. Еревана.
- 1989—1990 — мэр Еревана. В мае 1990 года приостановил своё членство в КПСС, а в декабре того же года подал в отставку с должности мэра.
- 1991—1995 — член наблюдательной группы акционерного общества «Закнефтегазстрой», директор армянской универсальной биржи «Прометей», генеральный директор ООО «XXI век».
- 1995—1999 — депутат армянского парламента (Национального собрания РА).
- 1999—2003 — вновь депутат парламента. Член постоянной комиссии по внешним отношениям. Руководитель фракции «Право и единение».
- 2003—2007 — депутат парламента. Председатель-учредитель партии «Национальное единение». Член парламентской ассамблеи Совета Европы, делегации Армении на парламентской ассамблее ОБСЕ, международной парламентской организации «Парламентарии за глобализацию».
- 6 мая 2012 — избран депутатом Национального Собрания по пропорциональной избирательной системе от Республиканской партии Армении.
- Переизбран в 2017 году. Входил во фракцию РПА.

Умер утром 20 сентября 2024 года в возрасте 74 лет.

## Награды
- Почётная грамота Совета МПА СНГ (12 апреля 2018, Межпарламентская ассамблея СНГ) — за активное участие в деятельности Межпарламентской Ассамблеи и её органов, вклад в укрепление дружбы между народами государств — участников Содружества Независимых Государств[5].